# Estany Tapat (Cabdella)
L'Estany Tapat és un llac d'origen glacial que es troba a 2.154 msnm, a la capçalera de la vall Fosca, al Pallars Jussà, al nord-oest del poble de Cabdella, en el terme municipal de la Torre de Cabdella.
La seva conca està formada a ponent pels contraforts del nord-oest del Pic Salado. Pertany al grup de llacs d'origen glacial de la capçalera nord-oriental del riu de Riqüerna, a través del barranc de Francí, al voltant del Pic Salado. Rep les aigües de l'Estany Morera, situat al nord-est, i del Salado, al nord-oest. És un estany que queda tancat del tot per les muntanyes que l'envolten, però té sortida cap al sud-est, per on davalla cap al barranc de Francí.